# Вилијам Џејкоб Бер
Вилијам Џејкоб Бер (енгл. William Jacob Baer; Синсинати, 29. јануар 1860 — Ист Оранџ, 1941) био је амерички сликар и први и најзначајнији минијатуриста ове државе.
У периоду од 1880. до 1884. студирао је сликарство и илустрацију на Краљевској академији у Минхену. Неколико година након повратка у САД (тачније 1892) окреће се минималистичком сликарству и постаје први председник Удружења минијатуриста у Њујорку. Најпознатија су му дела Златни сат, Дафне, У Аркадији и Мадона са риђом косом.